# Navlinskij rajon
Il Navlinskij rajon (in russo Навлинский район?) è un rajon dell'Oblast' di Brjansk, nella Russia europea; il capoluogo è Navlja. Istituito nel 1929, ricopre una superficie di 2.030 chilometri quadrati e nel 2010 ospitava una popolazione di 28.206 abitanti.